# Dřez

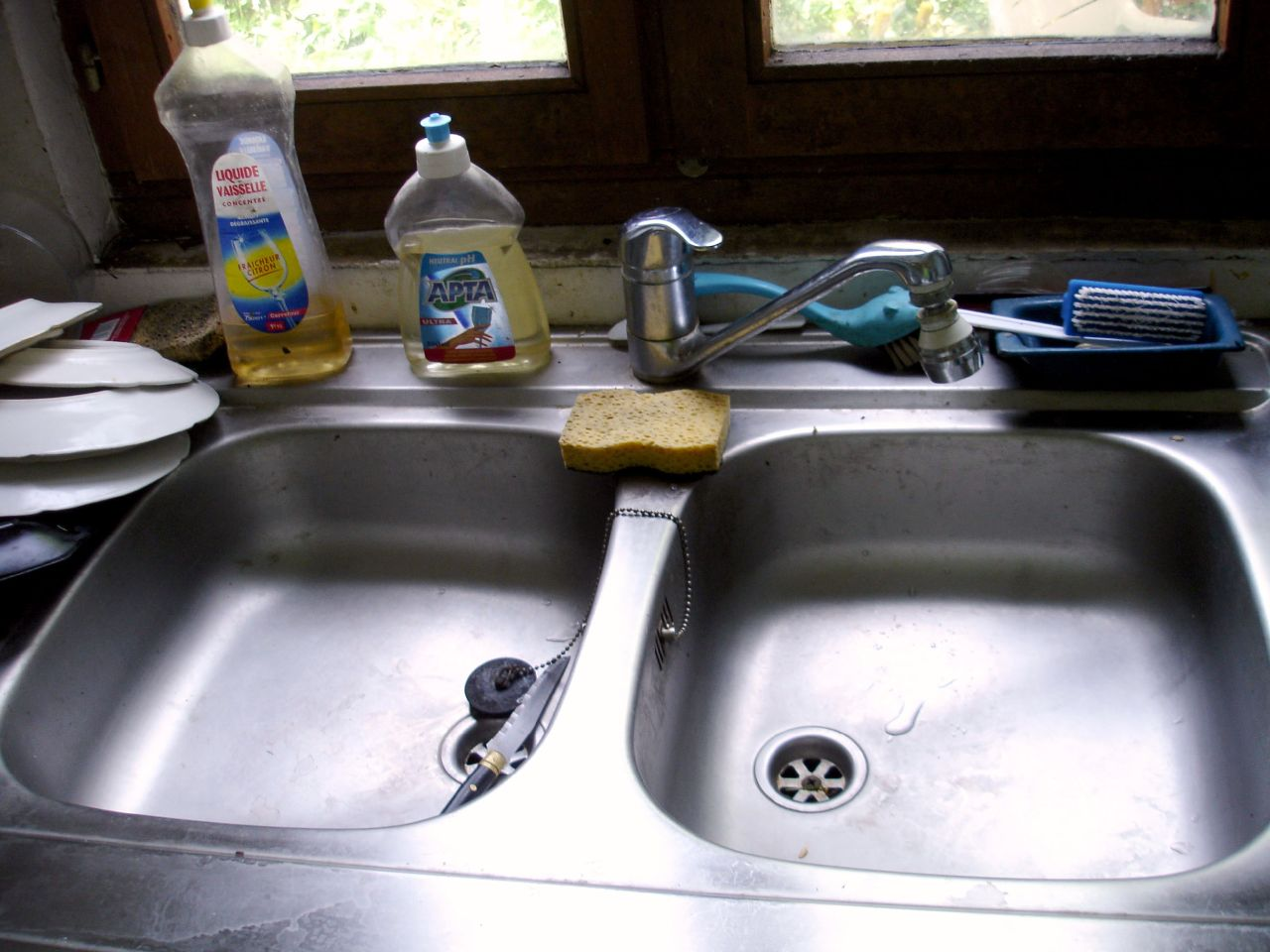
Nerezový dvojdřez

Dřez je hlavním a nejčastěji používaným zařízením v kuchyních. Dřezy mohou být samostatně osazené na zdi nebo vestavěné v kuchyňské lince. Dále se rozdělují na jednoduché nebo dvojité. Nejčastěji používaným materiálem na dřezy je nerezový plech, ale mohou být použity i další materiály, jako například smaltovaný plech (levnější výrobky jsou i z plastů). Samostatné dřezy se osazují ve výšce 900 mm nad podlahou, pomocí šroubů nebo konzol. Vestavěné se osazují ve výšce pracovní desky. Přívod vody do dřezu je dřezovými směšovacími bateriemi, které mohou být stojánkové nebo nástěnné. Napojení dřezu na kanalizaci je přes dřezovou zápachovou uzávěrku, která může být doplněna odlučovačem tuku nebo také drtičem odpadků.